# Commune de Alajõe
La Commune de Alajõe (estonien : Alajõe vald) est une commune rurale dans le Comté de Viru-Est en Estonie. Elle a 589 habitants(01/01/2012) et une superficie de 109,61 km2.

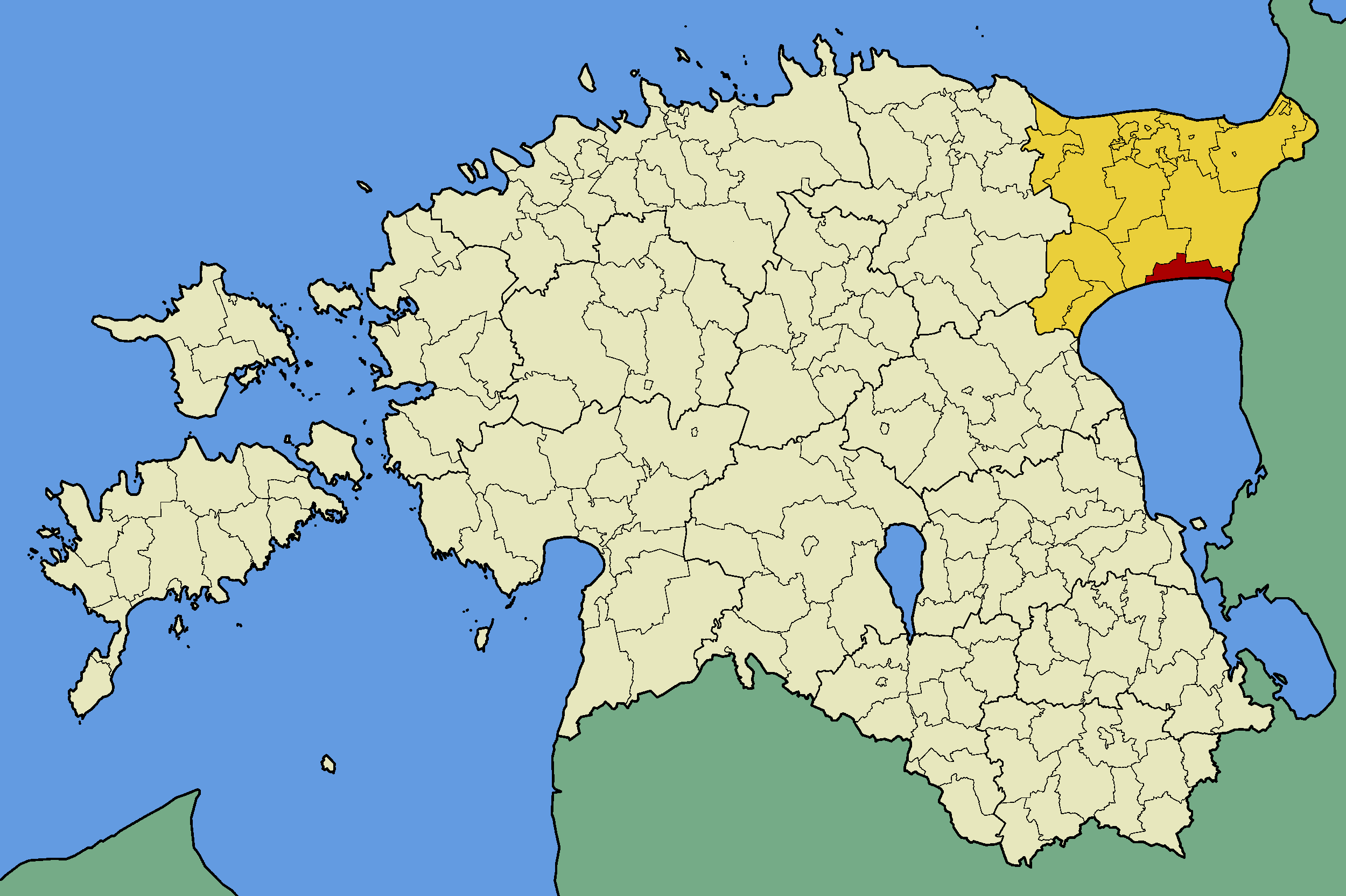
Commune de Alajõ (rouge)
dans le Virumaa oriental (jaune)

## Territoire
La commune de Alajõe est formée des 7 villages suivants : Alajõe - Karjamaa - Katase - Remniku - Smolnitsa - Uusküla - Vasknarva.